# طایفه بویری

طایفه بویری از طوایف بختیاری  شاخه هفت لنگ  است که بر اساس تقسیمات ایلی از طوایف باب دیناران محسوب میشود و خود به دو شاخه پیانی و سوسنی تقسیم میشود و دلیل این نامگذاری به علت سکونت نیمی از این طایفه در منطقه پیان و روستاهای اطراف و نیم دیگر در  بخش سوسن از شهرستان ایذه می باشد  .

شهرستان ایذه بخش سوسن